# 픽셀 7
픽셀 7(영어: Pixel 7) 및 픽셀 7 프로(영어: Pixel 7 Pro)는 구글이 설계, 개발, 판매하는 안드로이드 스마트폰이다. 이들은 각각 픽셀 6와 픽셀 6 프로의 후속작 역할을 한다. 2022년 5월 구글 I/O 기조연설에서 처음 공개되었다. 이 전화기는 2세대 구글 텐서 칩으로 구동되며 픽셀 6 시리즈와 유사한 디자인이 특징이다. 픽셀 7과 픽셀 7 프로는 안드로이드 13과 함께 출시될 것이다.
픽셀 7과 픽셀 7 프로는 2022년 10월 6일 연례 구글 메이드 행사에서 공식 발표 되었으며, 2022년 말 미국에서 출시될 예정이다.

## 역사
픽셀 7과 픽셀 7 프로는 2022년 5월 11일 구글 I/O 키노트 기간 동안 구글에 의해 미리 공개되었다. 2세대 구글 텐서 시스템 온 칩을 탑재한 이 제품은 픽셀 워치와 함께 2022년 말 출시되며 안드로이드 13과 함께 출하될 예정이다. 1세대 텐서 칩의 후속 제품은 2021년 10월까지 개발 중에 있었다. 이 전화기는 2022년 8월 연방통신위원회(FCC)의 승인을 받았다. 구글은 2022년 10월 6일 연례 구글 메이드 행사에서 이 전화기를 공식적으로 발표하였다. 이 전화기는 베트남에 있는 폭스콘에서 생산될 것이며 중국 남부에서 생산될 것이다.

## 사양

### 디자인
픽셀 7과 픽셀 7 프로는 모두 픽셀 6과 픽셀 6 프로에 도입된 투톤 백 색상과 대형 카메라 바를 특징으로 하며, 카메라 바는 현재 알루미늄으로 만들어졌다. 각각 픽셀 7의 경우 옵시디언, 레몽그라스, 스노, 픽셀 7 프로의 경우 옵시디언, 헤이즐, 스노의 세 가지 색상으로 제공된다.
| 픽셀 7 | 픽셀 7     | 픽셀 7 프로 | 픽셀 7 프로 |
| 색상   | 이름       | 색상        | 이름        |
|        | 레몬그래스 |             | 하젤        |
|        | 스노우     |             | 스노우      |
|        | 옵시디안   |             | 옵시디안    |

### 하드웨어
픽셀 7은 416ppi의 6.3인치(160mm) FHD+ 1080p OLED 디스플레이가 1080 × 2400 픽셀 해상도와 20:9 비율인 반면, 픽셀 7 프로는 512ppi의 6.7인치(170mm) QHD+ 1440p LTPO OLED 디스플레이가 1440 × 3120 픽셀 해상도와 19.5:9 비율이다. 픽셀 7의 화면 재생 빈도는 90Hz이고 픽셀 7 프로의 화면 재생 빈도는 120Hz이다. 픽셀 7과 픽셀 7 프로 모두 5000만 화소의 와이드 후면 카메라와 1200만 화소의 울트라 와이드 후면 카메라를 포함하고 있으며, 픽셀 7 프로는 4800만 화소의 텔레포토 후면 카메라를 추가로 갖추고 있다. 두 전화기의 전면 카메라에는 1080만 화소의 초광각 렌즈가 들어 있다. 이 전화기는 픽셀 4와 픽셀 4 XL의 얼굴 잠금 해제 안면 인식 시스템을 다시 도입하지만, 이 기능은 이제 프로젝트 솔리 레이더 기술이 아닌 전면 카메라에 의해 작동된다.
픽셀 7 프로는 5000mAh 배터리를 가지고 있는 반면, 픽셀 7 프로는 4355mAh 배터리를 가지고 있다. 두 전화 모두 급속 충전, Qi 무선 충전 및 역무선 충전을 지원한다. 픽셀 7은 128GB 또는 256GB의 저장공간과 8GB의 램, 픽셀 7 프로는 128GB, 256GB 또는 512GB의 저장공간과 12GB의 램으로 사용할 수 있다. 2세대 텐서 칩 외에도 두 휴대폰 모두 타이탄 M2 보안 모듈과 함께 언더디스플레이 광학 지문 스캐너, 스테레오 스피커, 고릴라 글래스 빅터스를 탑재했다.

### 소프트웨어
픽셀 7과 픽셀 7 프로는 출시 시점에 안드로이드 13과 함께 제공된다. 2025년까지 연장된 지원으로 최소 3년간 주요 OS 업그레이드를, 2027년까지 연장된 지원으로 최소 5년간 보안 업데이트를 받게 된다. 픽셀 7과 픽셀 7 프로에 도입된 카메라 기능으로는 나이트사이트와 리얼톤이 개선되었으며, 가이드 프레임, 포토 언블러, 시네마틱 블러 등이 있다. 픽셀 7 프로에서는 추가 망원 렌즈인 슈퍼 Res Zoom으로 업그레이드하기 위해 매크로 촬영 모드를 사용할 수 있다. 다이렉트 마이 콜 기능과 레코더 앱은 모두 성능 업그레이드를 받았으며, 구글은 구글 원의 VPN 서비스가 픽셀 7 시리즈에 추가 요금 없이 번들될 것이라고 발표했다. 구글과의 파트너십의 일환으로 스냅챗과 틱톡은 픽셀 7과 픽셀 7 프로에서 10비트 HDR 비디오를 지원할 예정이다.

## 마케팅
전년과 비슷하게, 픽셀 7 테마의 감자칩은 전화기의 출시 행사 몇 주 전에 일본에서 사용할 수 있게 되었다.

## 반응
픽셀 7과 픽셀 7 프로가 2022년 구글 I/O에서 공개된 이후, 더 버지의 션 홀리스터는 픽셀 6과 픽셀 6a의 카메라 바의 지속과 함께 구글이 독특한 픽셀 디자인 언어를 개발했다고 칭찬했다.